# Bobby Haarms
Bobby Haarms (ur. 8 marca 1934 w Amsterdamie, zm. 6 czerwca 2009 tamże) – holenderski piłkarz, trener, przez większość życia związany z Ajaxem Amsterdam.

## Kariera piłkarska
Bobby Haarms karierę piłkarską rozpoczął w 1947 roku w juniorach Ajaxu Amsterdam. W 1952 roku podpisał profesjonalny kontrakt z tym klubem, w którym występował do 1960 roku. W tym okresie rozegrał zaledwie 58 meczów i strzelił 1 bramkę w Eredivisie, co jednak nie przeszkodziło w zdobyciu dwukrotnego mistrzostwa Holandii (1957, 1960). Karierę piłkarską zakończył w 1960 roku z powodu kontuzji kości.

## Kariera trenerska
Bobby Haarms po zakończeniu kariery piłkarskiej rozpoczął karierę trenerską. W latach 1967–1981 był asystentem pierwszych trenerów Ajaxu Amsterdam. W 1974 roku tymczasowo był pierwszym trenerem klubu, a w latach 1981–1982 pełnił funkcję skauta w tym klubie. Następnie w latach 1982–1984 trenował VV Aalsmeer, a w latach 1984–1986 był asystentem trenera w FC Volendam. W 1986 roku po czterech latach wrócił do Ajaxu Amsterdam, gdzie do 2000 roku pełnił funkcję asystenta trenera, a w latach 1988–1989 wraz z Antoinem Kohnem i Barrym Hulshoffem prowadził pierwszy zespół.

## Sukcesy piłkarskie

### AFC Ajax
- Mistrzostwo Holandii: 1957, 1960

## Śmierć
Bobby Haarms zmarł 6 czerwca 2009 roku w Amsterdanie w wieku 75 lat.